# Francisco Ramos Santillán
Francisco Ramos Santillán (Pedro Ruiz Gallo, Amazonas, 11 de agosto de 1960) es un médico oftalmólogo y político peruano. Fue congresista de la república en 2 periodos y alcalde de la provincia de Chachapoyas desde 1993 hasta 1995.

## Biografía
Nació en Pedro Ruiz Gallo, ubicado en el distrito de Jazán de la provincia de Bongará en el departamento de Amazonas, el 11 de agosto de 1960. Es hijo de Elías Ramos Ramírez y Marcelina Santillán de Ramos.
Cursó sus estudios primarios y secundarios en la ciudad de Chachapoyas culminándolos en la Gran Unidad Escolar San Juan de la Libertad de esa ciudad. Entre 1980 y 1989 estudió en la Facultad de Medicina de San Fernando titulándose como médico. Entre 2001 y 2004 cursó en la Universidad Nacional Federico Villarreal su especialización en oftalmología.
Entre 1992 a 1993 y 2011 a 2013 ocupó el cargo de director subregional de Salud y director regional de Salud de Amazonas, respectivamente.

## Carrera política

### Alcalde de Chachapoyas
En 1993 se presentó a las elecciones municipales como candidato de la lista independiente fujimorista Cambio 93 a la alcaldía de la Provincia de Chachapoyas logrando ser elegido. Fue en esos años uno de los principales líderes del movimiento fujimorista Vamos Vecino.

### Congresista de la República
Para las elecciones parlamentarias de 1995, renunció al cargo de alcalde antes del vencimiento de su periodo para luego postular como candidato por la alianza Cambio 90-Nueva Mayoría al Congreso de la República donde logró ser elegido para el periodo parlamentario 1995-2000. Fue reelegido en las elecciones parlamentarias del 2000 por la alianza Perú 2000.
Durante su gestión participó en la presentación de 96 proyectos de ley de las que 44 se llegaron a promulgar como leyes de la República.
Su cargo fue reducido hasta el 2001 luego de la vacancia presidencial contra Alberto Fujimori por su fuga a Japón y luego el inicio del gobierno de transición de Valentín Paniagua. Desde entonces, tentó su reelección como congresista en las elecciones del 2001 por Solución Popular sin éxito.
Asimismo, en las elecciones regionales del 2006 fue candidato a la presidencia del Gobierno Regional de Amazonas por el movimiento fujimorista Sí Cumple del cual fue fundador quedando en último lugar obteniendo el 7.7% de los votos. En las elecciones municipales tentó su reelección como alcalde provincial de Chachapoyas y en las elecciones regionales del 2014 y del 2018 fue candidato a vicegobernador regional por un movimiento regional y por el partido Fuerza Popular respectivamente.